# 陈作霖 (1923年)
陈作霖（1923年3月—2015年4月12日），曾用名龙建平、胡斌，男，安徽无为人，中华人民共和国政治人物。

## 生平
早年担任南芜县方村区委书记，山东枣庄矿区党委秘书科科长，南陵县委书记。1949年后，任皖南军区警备一团政治委员，池州地委宣传部部长兼繁昌县委书记，芜湖地委书记兼军分区政治委员，安徽农学院党委书记、院长，安庆地委书记兼军分区政治委员等职。
文化大革命中受到冲击。1970年后，任安徽省委常委兼滁县地区革委会主任、地委第一书记，浙江省委副书记、书记，浙江省革命委员会副主任、浙江省人民政府副省长、省纪委书记。1985年9月，任中央纪委书记兼秘书长，中央纪委副书记。
2015年4月12日去世。